# Wasserkraftwerk Mühltal
Das Kraftwerk Mühltal ist ein Laufwasserkraftwerk an der Isar. Das 1924 eröffnete Kraftwerk liegt westlich von Straßlach im oberbayerischen Landkreis München. Die elektrische Leistung des Kraftwerks beträgt 11,2 MW. Der Betreiber des Kraftwerks ist seit 2016 die Uniper Kraftwerke GmbH.

## Lage
Das Kraftwerk liegt nicht direkt an der Isar, sondern wird über den Mühltalkanal mit Wasser versorgt, der rund 7,3 km oberhalb des Kraftwerks am Ickinger Wehr aus der Isar ausgeleitet wird und rund 2 km unterhalb des Kraftwerks wieder in die Isar mündet. Durch den Kanal können maximal 90 m³/s Wasser zum Kraftwerk fließen, bei dem ein Gefälle von 17,4 m besteht.

## Technik
Das Kraftwerk besteht aus dem sogenannten Rechenhaus, einem Einlaufbauwerk mit Rechen zur Entfernung von grobem Schmutz und neun Absperr-Schützen, der dahinter parallel angeordneten Maschinenhalle und der rechtwinklig dazu stehenden Schalthalle mit einem Uhrturm. Neben dem Rechenhaus befinden sich zwei große Schütze vor dem Leerschuss, mit dem das Wasser am Kraftwerk vorbei geleitet werden kann, sowie die Einfahrt zur Floßrutsche.
In der Maschinenhalle stehen drei große, von Escher, Wyss & Cie. in Ravensburg hergestellte Francis-Turbinen mit senkrechter Welle und über ihnen angeordneten Drehstromgeneratoren von Brown, Boveri & Cie. Der von ihnen erzeugte elektrische Strom mit einer Spannung von 5.000 V wird von einer Gruppe von drei Transformatoren vor der Südseite des Kraftwerks auf 20.000 V umgewandelt und ins Stromnetz des Verteilnetzbetreibers E.ON Bayern gespeist. Jährlich werden etwa 70 Mio. kWh (70 GWh) Strom erzeugt, womit etwa 17.500 Haushalte versorgt werden.

## Architektur und Kunst
Die Kraftwerksgebäude im Stil eines reduzierten Klassizismus stehen unter Denkmalschutz.
An der Decke der Schalthalle befindet sich eine Deckenmalerei von Gottlob Gottfried Klemm (1871–1955), einem Schüler Franz von Stucks. Sie stellt eine Windrose dar mit den Himmelsrichtungen und vier Figuren aus der griechischen Mythologie, nämlich dem blitzeschleudernden Göttervater Zeus, dem Meeresgott Poseidon, dem Herrn der Winde Aiolos sowie dem Sonnengott Helios. Sie stehen als Sinnbild für Kraft, Wasser, Energieerzeugung und -verteilung.

## Verkehrsanbindung
Am Ende der von Straßlach ins Mühltal führenden Straße und dem dortigen Gasthof Mühltal überbrückt die Werksstraße die Floßgasse und den Leerschuss und führt unter dem Verbindungsgang zwischen dem Maschinenhaus und der Schalthalle hindurch an der Unterstromfassade der Maschinenhalle entlang über die drei großen Bögen des Wasserauslasses hinweg zur Südseite des Kraftwerks. Die Werksstraße ist für Fußgänger und Radfahrer frei benutzbar.

## Geschichte
Das Kraftwerk samt Ickinger Wehr und Mühltalkanal wurde als Zentrale III in den Jahren 1920 bis 1924 von der Isarwerke AG gebaut. Dieses Unternehmen war von dem Münchner Bauunternehmer Jakob Heilmann, dem unter der Leitung des mit ihm befreundeten Wilhelm von Finck stehenden Bankhauses Merck Finck & Co und Georg von Simson, Gesellschafter der Danat-Bank – Darmstädter und Nationalbank, für den Bau und Betrieb des Kraftwerks gegründet worden. Die Gründer waren schon länger mit ihrer Isarwerke GmbH beim Bau und Betrieb der Wasserkraftwerke Höllriegelskreuth und Pullach an der Isar verbunden. Das Projekt Mühltal wurde unter der Leitung von Landesbaurat Franz Langlotz ausgeführt.
Bis auf eine Optimierung der Turbinen im Jahr 1936 sind die Maschinen noch weitgehend im ursprünglichen Zustand. Die Steuerungsanlagen wurden im Lauf der Zeit immer wieder modernisiert. Seit dem 1. Mai 2011 werden alle Kraftwerke der E.ON Wasserkraft an der Isar, am Lech und an der Donau von ihrem Hauptsitz in Landshut aus gesteuert.
Das operative Geschäft der E.ON Kraftwerke GmbH wurde mit Wirkung zum 25. September 2015 durch zwei Ausgliederungen über die Uniper Holding GmbH auf deren Tochterunternehmen Uniper Kraftwerke GmbH übertragen.  Seit Dezember 2022 gehört die Gesellschaft als Teil der Uniper Holding GmbH als indirekte Folge des russischen Überfalls auf die Ukraine zu 99,12 % dem deutschen Staat.
Im Jahr 1996/97 wurden aufwendige Sanierungsarbeiten am stillgelegten Kraftwerk, dem Ickinger Wehr und dem entleerten Kanal ausgeführt, die rund 24 Mio. Euro kosteten. Das Deckengemälde in der Schalthalle, das in den fünfziger Jahren übermalt worden war, wurde im Zuge dieser Renovierung freigelegt und restauriert.

## Wasserrechtliche Genehmigung und Flussökologie
In den 1990er Jahren stand eine Erneuerung der wasserrechtlichen Genehmigung der Ausleitung von Isar-Wasser in den Kanal an. Eine breite Allianz von Naturschutzverbänden zusammen mit dem Fischereiverband, dem Isartalverein und weiteren Partnern setzte sich dafür ein, eine erhöhte Restwassermenge im natürlichen Flussbett zu garantieren, um der Isar wieder die Dynamik eines Wildflusses zu geben. Nach langen Verhandlungen wurde 1998 eine neue Genehmigung erlassen. Sie legte eine Restwassermenge von 15 m³/s fest und verlangte eine weitgehende Renaturierung des Flussbettes. Dazu wurde auf einer Länge von 7 km einseitig die Uferbefestigung aus Flussbausteinen entfernt, so dass die Isar sich frei in den benachbarten Auwald entfalten konnte. Bei der Verlegung des Bettes entstanden neue Kiesbänke, auf denen zum Teil ein natürlicher Weidenaufwuchs stattfand, so dass eine neue Weichholzaue entstand. Das Ickinger Wehr erhielt einen neuen Fischpass, um die Durchgängigkeit für Fische zu erhöhen, das Geschiebe aus dem Kanal wird seither der Isar als Material für den Bau des eigenen Bettes zugeführt. Am Kraftwerk wurden außerdem eine Besucherinformation und ein Lehrpfad angelegt. Der Gesamtaufwand der zwischen 1999 und 2002 umgesetzten Maßnahmen lag bei rund 3 Millionen Euro und wurde vom Kraftwerksbetreiber getragen.
Die Baumaßnahmen gelten jenseits der direkten Wirkungen für die Isar im Bereich des Kraftwerks als Pilotprojekt für die Entwicklung des Flusssystems Isar, für das in den folgenden Jahren Entwicklungsziele und ein Maßnahmenkatalog erarbeitet wurde. Sie motivierten die Politik im unterhalb gelegenen München, den dortigen Isar-Plan mit der weitgehenden Renaturierung des Flusses im südlichen Stadtbereich zu verfolgen. Kritik an einzelnen Maßnahmen kommt von den beteiligten Naturschützern, so wurde beim Abbau der Uferbefestigung eine neue keilförmige Befestigung unterhalb des Kraftwerks angelegt, die zur unerwünschten Eintiefung der Flusssohle führt. Davon abgesehen hat sich eine naturnahe Flussdynamik entwickelt, die das Bett vor allem bei Hochwasser neu gestaltet. Die offenen Kiesflächen haben zugenommen, die renaturierte Isar im Bereich Mühltal wird als „weitgehend naturbelassene Flusslandschaft“ bezeichnet.

## Floßrutsche
Die Nutzung der Isar zur Stromgewinnung änderte die schon durch den Bau des Walchenseekraftwerks mit seiner Isar-Überleitung stark beeinträchtigte Flößerei grundlegend. Damit sie nicht vollständig zum Erliegen komme, wurde am Kraftwerk Mühltal – wie auch an den anderen Kraftwerken an der Isar – eine Floßrutsche eingebaut, die mit 345 m Länge die längste Floßrutsche Europas ist. Sie hat ein Gefälle von anfänglich 9 %, das dann über 7 % auf gleichbleibende 5 % abnimmt. Ihre Benutzung wird durch eine Ampel geregelt. Normalerweise fließt nur so wenig Wasser hindurch, dass die Rutsche nass gehalten wird. Für die Flöße wird der Durchfluss erhöht.
Für viele Touristen auf den Ausflugsflößen, die von Wolfratshausen nach München verkehren, ist die rasante Durchfahrt mit einem Gischtschwall vor und auf dem vorderen Floß einer der Höhepunkte des Ausflugs.

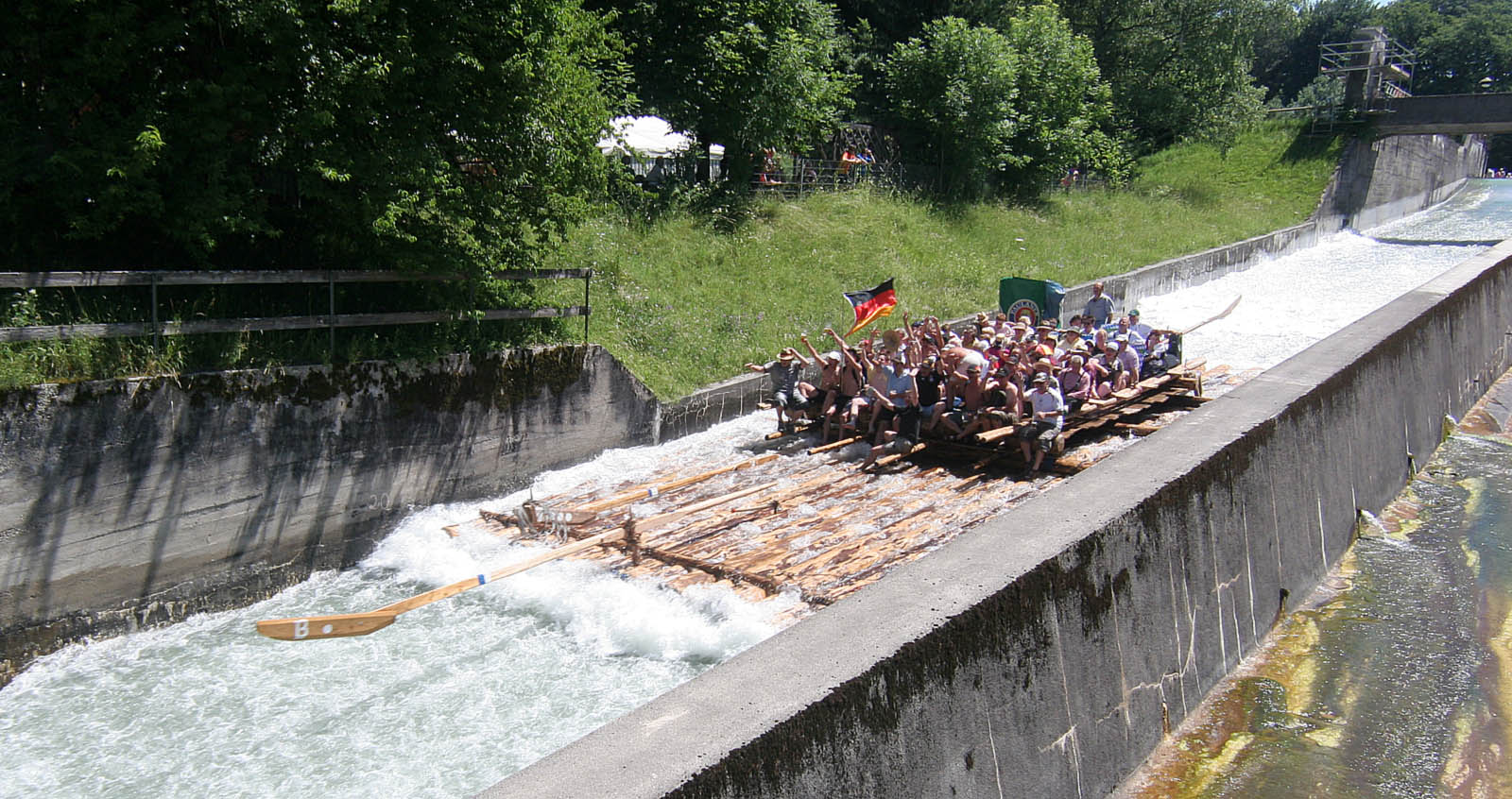
Floßrutsche am Kraftwerk Mühltal
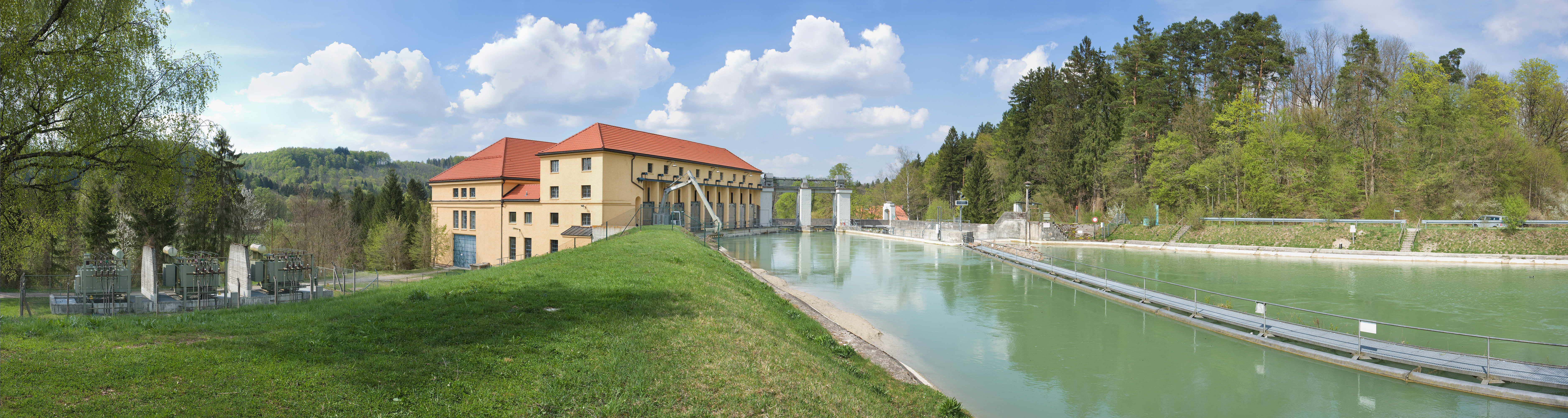
Das Areal von Süden